# روغن زیتون

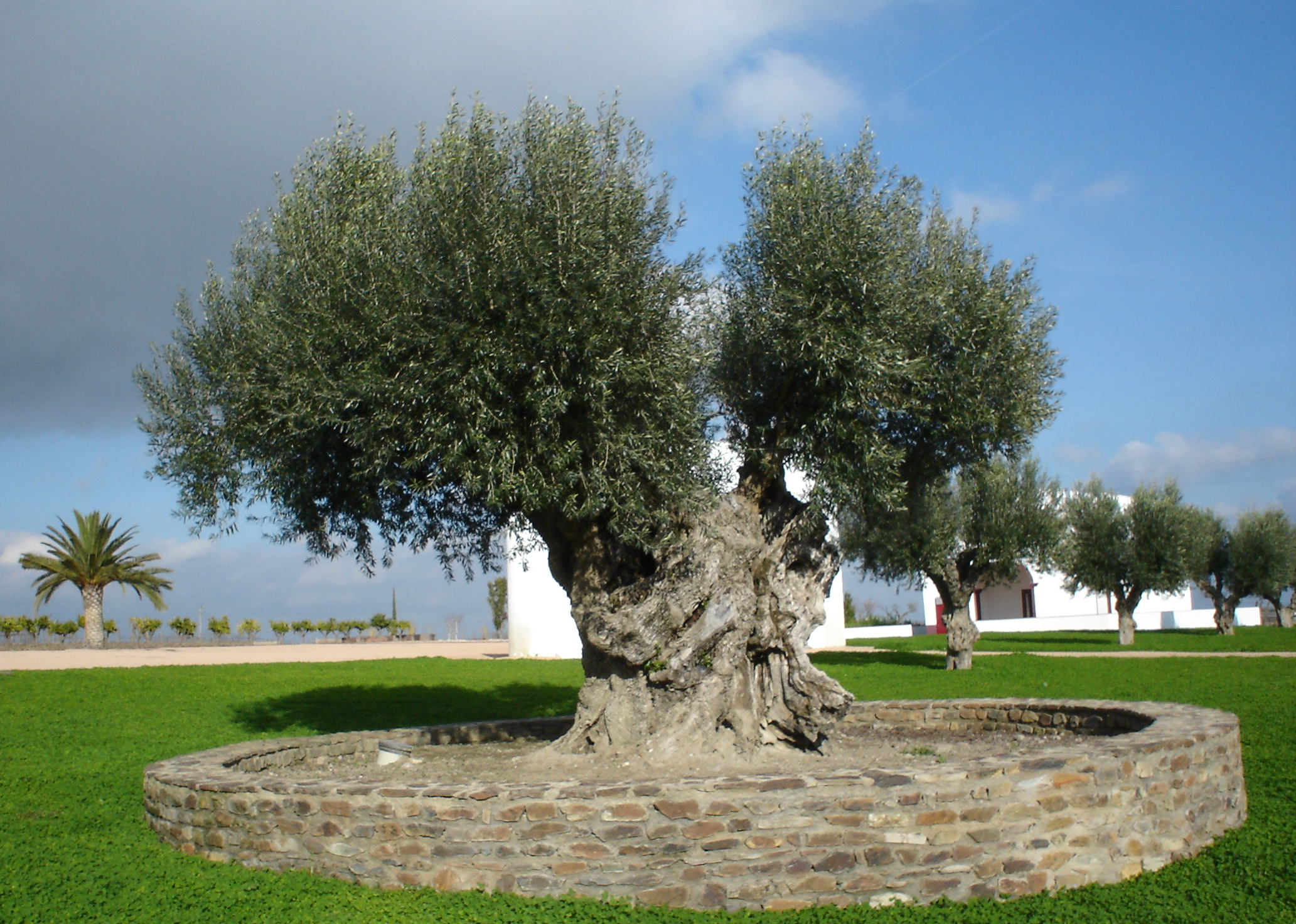
درخت زیتون در پرتغال

روغن زیتون از میوه درخت زیتون به دست می‌آید. این درخت نخستین بار در کرانه‌های دریای مدیترانه پرورش یافت. روغن زیتون را با فشردن میوه زیتون به دست می‌آورند که دارای مقدار زیادی چربی سیر نشده است.
روغن به وسیله خرد کردن کامل زیتون و جدا کردن روغن به وسیله روش‌های مکانیکی یا شیمیایی تولید می‌شود. این روغن در آشپزی، تولید لوازم آرایش، تولید دارو و صابون کاربردهای گوناگون دارد. در قدیم از روغن زیتون به عنوان سوخت چراغ‌های روغنی نیز استفاده می‌کرده‌اند. روغن زیتون در سراسر جهان به کار برده می‌شود. بیشترین مصرف آن در کشورهای پیرامون مدیترانه است.

## تاریخچه
درخت زیتون درخت بومی حوزه مدیترانه است. شواهدی وجود دارد که نشان می‌دهد درختان زیتون وحشی، توسط مردم دوران نوسنگی یافت شده‌اند. درخت زیتون وحشی نخست در آسیای کوچک و در یونان باستان می‌روییده است.
روغن زیتون، فرآورده‌ای بود که ابتدا مردمان مینوسی (تمدنی پیش از یونانی در عصر برنز در نواحی مدیترانه‌ای) آن را تولید کرده‌اند. این روغن برای آن‌ها منشأ ثروت محسوب می‌شد. این مردمان، گوشت له شده میوه زیتون را داخل مخزن ثابتی می‌ریختند و پس از مدتی، روغن زیتون در قسمت بالا جمع می‌شد و آب و بقیه مواد را از قسمت انتهایی مخزن خارج می‌کردند.
زمان و مکانی که از ابتدا درختان زیتون برداشت شده است، روشن نیست. در آسیای صغیر در هزاره ششم، در امتداد ساحل شام و با عبور از شبه جزیره سینا به ترکیه امروزی در هزاره چهارم یا جایی در هلال حاصلخیز در هزاره سوم بارور شده‌اند.
قطعاً درخت‌های زیتون در اواخر دوره مینوسی‌ها (۱۵۰۰سال پیش از میلاد) در جزیره کرت کشت شده‌اند. کشت درختان زیتون در این جزیره به ویژه در دوره پیشرفت، شدت یافت و نقش مهمی را در اقتصاد این جزیره ایفا کرد. مطالعات ژنتیکی اخیر نشان می‌دهد که گونه‌های مورد استفاده توسط کشاورزان امروزی از جمعیت‌های مختلف گونه‌های وحشی بوده است، اما تاریخ دقیق گونه‌های اهلی هنوز مشخص نشده است.

### قدیمی‌ترین روغن زیتون کشف شده (۷۷۰۰ ساله)
در دسامبر ۲۰۱۴ (آذر ۱۳۹۳) بقایای یک روستای ۷۷۰۰ ساله در حفاری‌های باستان‌شناسی در منطقه گالیل (جلیله) شمال فلسطین کشف شد که قدیمی‌ترین کوزه‌های سفالی حاوی روغن در آنجا بود. دو کوزه سفالی که بقایای روغن زیتون در آن باقی مانده بود، تقریباً متعلق به ۵۸۰۰ سال پیش از میلاد مسیح است. این روستای متعلق به دوره «نوسنگی» شاید نخستین کارگاه جهانی برای گرفتن روغن زیتون بوده است. همچنین در این روستا قدیمی‌ترین سازه چوبی دست انسان که تاکنون کشف شده، در آن به دست آمده است. پیش از این کشف، قدیمی‌ترین روغن زیتون باقی‌مانده متعلق به حدود سه هزار سال قبل از میلاد بود.

## تولید و تجارت
درختان زیتون و روغن آن را در مدیترانه شرقی می‌توان به عنوان یک تجارت در شهر باستانی حلب که در حومه شهر سوریه واقع شده است (۲۶۰۰–۲۲۴۰ سال پیش از میلاد) دانست. در اینجا برخی از اسناد به تاریخ ۲۴۰۰ سال قبل از میلاد، زمان سرزمین‌های پادشاه و ملکه رجوع کرده‌اند. این متعلق به یک کتابخانه از قرص‌های خاک رس در آتش که نابود کاخ پخته شده کاملاً حفظ شده است. یک منبع قدیمی که در آن مکرر از روغن زیتون یاد شده تنخ است.
مصریان باستان ۲۰۰۰ سال قبل از میلاد روغن زیتون را از کرت، سوریه و کنعان وارد می‌کردند و روغن یکی از اقلام مهم تجارت و ثروت محسوب می‌شد. باقی‌مانده روغن زیتون در کوزه‌هایی که بیش از ۴۰۰۰ سال در یک قبر در جزیره ناکسوس در دریای اژه قرار داشته‌اند پیدا شده است. سینوهه یک تبعیدی مصری که در شمال کنعان حدود ۱۹۶۰ سال قبل از میلاد زندگی می‌کرد، چیزهای فراوانی از درختان زیتون نوشته است.
علاوه بر مصرف غذایی، روغن زیتون برای مراسم مذهبی، مصرف دارویی، به عنوان یک سوخت در چراغ نفتی، صابون‌سازی و روش‌های مراقبت از پوست استفاده می‌شود. روغن زیتون مینوسی‌ها در مراسم‌های مذهبی استفاده می‌شود. محصول اصلی تمدن مینوسی‌ها، که در آن به نمایندگی ثروت نفت شد. مینوسی‌ها خمیره را به تانک ته‌نشینی انتقال داده و هنگامی که روغن به بالا انتقال می‌یابد و تخلیه آب از پایین صورت می‌گیرد. درخت زیتون در ایبریا و شهرهای اتروسک قبل از قرن هشتم و از طریق تجارت با فنیقی‌ها و کارتاژ، سپس در جنوب فرانسه توسط قبایل سلتیک در قرن هفتم گسترش یافت.
اولین ثبت استخراج روغن از کتاب مقدس عبری شناخته شده است و در خروج از مصر انجام گرفته است، در طول قرن سیزدهم قبل از میلاد می‌باشد. در طول این زمان، روغن را از طریق فشردن توسط دست و ذخیره کردن در ظروف مخصوص تحت حفاظت به دست می‌آوردند. یک آسیاب تجاری برای استخراج روغن مورد استفاده در ائتلاف قبیله‌ای مورد استفاده قرار می‌گرفت و بعد از آن در ۱۰۰۰ سال قبل از میلاد، در هلال حاصلخیز و منطقه‌ای شامل فلسطین، لبنان، و اسرائیل کنونی قرار گرفت. بیش از ۱۰۰ زیتون پرس شده در تل مقنه (اکرون) یافت شد، در جایی که هم چنین فلسطینی‌ها روغن زیتون تولید کردند. این پرس‌ها با خروجی بین ۱٬۰۰۰ تا ۳٬۰۰۰ تن روغن زیتون در هر فصل تخمین زده می‌شود.
هنوز بسیاری از پرس‌های باستانی در منطقه مدیترانه شرقی وجود دارد، و برخی از آن‌ها که متعلق به دوره روم باستان هستند، هنوز هم امروزه مورد استفاده قرار می‌گیرند.
استفاده از روغن زیتون در آشپزی یونانی و رومی باستان معمول بوده است. به نوشته منابع قدیمی، شهر آتن نام خود را به دلیل آتنی‌ها که در رابطه با روغن زیتون می‌باشد در نظر گرفته است، که این اسم پیشکشی به الهه آتنا (یک درخت زیتون) و پوسیدون (آب نمک جوشان بهاری خارج شده از صخره) است. اسپارتها و یونانیان دیگر روغن زیتون خود را با ساییدن زیتون به دست می‌آوردند. در اوایل قرن هفتم قبل از میلاد، مصرف روغن زیتون برای لوازم آرایش به سرعت در همه شهرهای یونان، همراه با نمایش هیکل‌های لخت ورزشکاران و تا هزاران سال علی‌رغم قیمت بسیار گزاف آن گسترش پیدا کرد. درخت‌های زیتون در سرتاسر حوضه مدیترانه طی انقلاب جمهوری رم و دوره امپراتوری آن‌ها کاشته می‌شد. بر اساس گفته تاریخدان «پلینی»، ایتالیا تا قرن اول بعد از میلاد دارای روغن زیتون عالی با قیمت مناسبی بود، و آن را به نام بهترین در مدیترانه نام‌گذاری کرد.

### گونه‌ها
در میان بسیاری از انواع مختلف زیتون‌ها فهرستی از ارقام زیتون وجود دارد: در یونان Koroneiki, Lianolia, Chondrolia با نام مستعار (Throumbolia), Tsounati, Patrinia و… در اسپانیا، مهم‌ترین ارقام عبارتند از: Arbequina Picual, Hojiblanca، و Manzanillo de Jaén، در ایتالیا Frantoio, Leccino Pendolino, Moraiolo در فرانسه، Picholine در کالیفرنیا Mission، در پرتغال Galega، در کرواسی Oblica و Leccino. روغن زیتون در ارقام متفاوت با عطر و طعم و (عمر مفید) مختلف می‌باشد.

### تولید و مصرف
سه کشور عمده تولیدکننده روغن زیتون در جهان، اسپانیا، ایتالیا و یونان هستند. این سه کشور بیش از ۷۵ درصد از روغن زیتون جهان را تولید می‌کنند. اسپانیا حدود ۳۰٪ از روغن زیتون جهان را تولید می‌کند، دومین کشور ایتالیا و سومین یونان است.
ایتالیا همچنین یکی از واردکنندگان روغن زیتون است و بیش از تولید خود، روغن زیتون را وارد می‌کند. بخش اعظم روغن زیتونی که ایتالیا آن را وارد می‌کند، دوباره آن را بسته‌بندی و به نام خود عرضه می‌کند. ایتالیا حدود ۴۰٪ روغن زیتون اسپانیا را وارد و تحت نام برندهای ایتالیایی صادر می‌کند. در ایتالیا بخش اعظم تولیدات به نام "Cittàdell'Olio" یعنی روغن شهرها تولید می‌شود. بعضی از معروف‌ترین شهرها لوکا، فلورانس، سینا در ایالت توسکانی است. اما بخش اعظم محصولات از شهر پوگلیا برداشت می‌شود. کشور پرتقال ۵٪ روغن زیتون جهان را تولید و بازار صادراتی عمده آن کشور برزیل است.
استرالیا در حال حاضر به تولید مقدار قابل توجهی از روغن زیتون مشغول است. از استرالیا روغن زیتون به آسیا، اروپا و ایالات متحده صادر می‌شود.
در شمال آمریکا، ایتالیایی و اسپانیایی روغن زیتون می‌باشد. بهترین و شناخته شده‌ترین، و با کیفیت فوق‌العاده بالا extra-virgin روغن از ایتالیا، اسپانیا، پرتغال و یونان با قیمت بالا به فروش می‌رسد، اغلب در بسته‌بندی‌های شیک عرضه می‌شوند. بخش اعظم روغن زیتون وارداتی آمریکا از ایتالیا، اسپانیا و ترکیه وارد می‌شود. آمریکا ۴۷٬۸۰۰٬۰۰۰ دلار معادل ۱۸۱٬۰۰۰ m۳روغن زیتون در سال ۱۹۸۸ وارد کرده که ۳۴٬۶۰۰٬۰۰۰ دلار معادل ۱۳۱۰۰۰ متر مکعب آن از ایتالیا وارد شده است.
نیوزیلند، آفریقای جنوبی، آرژانتین و شیلی نیز روغن زیتون تولید می‌کنند. باغ‌های زیتون در آریزونا، کالیفرنیا و تگزاس نیز به تولید روغن زیتون روی آورده‌اند. واژه (USA) بر روی قفسه‌های بازار مواد غذایی در کنار دریای مدیترانه در سال‌های اخیر دیده می‌شود.
در ایران روغن زیتون در فصل پاییز تولید می‌شود. رودبار و طارم (سفلی و اولیا) دو منطقه بزرگ در تولید روغن زیتون در ایران هستند. پس برای خرید روغن زیتون تازه بهترین فصل، پاییز است.

## استفاده
امروزه از روغن زیتون در پخت‌وپز و همچنین در تهیهٔ مواد آرایشی بهداشتی استفاده می‌کنند. از این روغن صابون هم تهیه می‌نمایند. البته روغن زیتون را در صنایع دارویی و همچنین به عنوان سوخت چراغ‌های نفتی به کار می‌برند.

### روغن زیتون در پخت و پز
برای انتخاب روغن پخت و پز دو خاصیت برای روغن که بیشترین اهمیت را دارند، در نظر گرفته می‌شود:
1. نقطه دود: دمایی که در آن، روغن‌ها شروع به تجزیه و دود کردن می‌کنند.
2. پایداری اکسیداتیو: اینکه روغن‌ها چه اندازه در برابر واکنش با اکسیژن مقاوم هستند پایداری اکسیداتیو روغن را نشان می‌دهد.

چربی‌های غیر اشباع از لحاظ ساختاری به دو نوع تک و چندگانه تقسیم‌بندی می‌شوند که نوع چندگانه، در برابر حرارت آسیب‌پذیری بیشتری دارد. میزان اسیدهای چرب روغن زیتون به این صورت است: ۷۳٪ اشباع نشده تک، ۱۱٪ اشباع نشده چندگانه و ۱۴٪ اشباع؛ بنابراین بیشتر اسید چرب‌های روغن زیتون در برابر حرارت مقاوم هستند.
بدون شک، روغن زیتون بکر بهترین و سالم‌ترین روغن خوراکی موجود است. در رژیم غذایی سالم مدیترانه‌ای، روغن زیتون یکی از اجزای بسیار مهم و جدایی‌ناپذیر است. روغن زیتون بکر یا فرا بکر به دلیل وجود اسیدهای چرب اشباع نشده و پلی‌فنل‌های قوی ضد اکسیدان، می‌تواند در کاهش بیماری‌های قلبی، کنترل فشار خون و حفظ سلامتی مغز مؤثر باشد. این روغن عموماً در سالادها، پاستاها و نان‌ها مورد استفاده قرار می‌گیرد. با این حال، بهتر است از آن برای سرخ کردن استفاده نکنید و طبق گفته بسیاری از متخصصین تغذیه، بهترین نوع روغن برای افرادی که به کبد چرب رنج می‌برند، روغن زیتون محسوب می‌شود. میزان مصرف مناسب روزانه روغن زیتون، طبق نظر متخصصین تغذیه، حدود ۵ قاشق چای‌خوری است.

## طرز تهیه
در قدیم روغن زیتون را به این طریق تهیه می‌کردند:
ابتدا به تنهٔ درخت زیتون با چوب می‌زدند تا میوه‌های زیتون به زمین بیفتند. سپس آن‌ها را با کمک سنگ داخل کاسه‌های چوبی له می‌کردند تا به روغن بیفتند. امروزه میوه زیتون را تکه‌های ریز می‌کنند و از آن خمیری به دست می‌آورند. این خمیر را با آب مخلوط نموده و داخل دستگاه گریز از مرکز (سانتریفوژ) می‌ریزند. در این دستگاه ضمن چرخش، روغن زیتون از بقیه مواد جدا می‌شود.

## درجه‌بندی تجاری روغن زیتون
- روغن زیتون بکر: به روغن زیتونی گفته می‌شود که تنها توسط فرایندهای فیزیکی استخراج شده و هیچ نوع فرایند شیمیایی بر روی آن صورت نگرفته است.
- روغن زیتون تصفیه شده: این روغن با استفاده از فرایندهای شیمیایی تصفیه شده و مقدار اسید چرب آزاد آن کاهش یافته است. این روغن در مقایسه با روغن زیتون بکر از ارزش تجاری کمتری برخوردار می‌باشد.
- روغن تفاله زیتون Olive pomace oil: این روغن با استفاده از استخراج حلالی روغن موجود درگوشت میوه زیتون به وسیله هگزان به دست می‌آید

## گریدهای خرده فروشی روغن زیتون[۱۵](مطابق با تعریف انجمن بین‌المللی روغن زیتون)IOOC
- روغن زیتون فوق بکر: به روغن زیتون بکر که اسیدیته آن کمتر از ۰٫۸ درصد باشد، روغن زیتون فوق بکر گفته می‌شود. میزان تولید این روغن معادل ۱۰ درصد کل تولید روغن زیتون می‌باشد.
- روغن زیتون بکر: به روغن زیتون بکر که اسیدیته آن کمتر از ۲ درصد باشد روغن زیتون بکر گفته می‌شود.
- روغن زیتون خالص: مخلوطی از روغن زیتون تصفیه شده و روغن زیتون بکر می‌باشد.
- روغن زیتون نفتی Lampante oil: این روغن جهت مصارف خوراکی مناسب نمی‌باشد. واژه نفتی به علت مصرف این نوع روغن زیتون به عنوان سوخت چراغ‌های روغن سوز در زمان‌های گذشته گفته می‌شود. این نوع روغن در حال حاضر تنها در مصارف صنعتی مورد استفاده قرار می‌گیرد.
- روغن زیتون تصفیه شده: روغن حاصل از تصفیه شیمیایی یا فیزیکی روغن زیتون بکر به شرط عدم ایجاد تغییر در ترکیب تری گلیسریدی آن، روغن زیتون تصفیه شده نامیده می‌شود. میزان اسیدهای چرب آزاد این روغن نباید بیش از ۰٫۳ درصد باشد. این روغن معمولاً از تصفیه روغن زیتون بکر با اسیدیته بالا و شرایط نامناسب تهیه می‌شود. در حدود ۵۰ درصد روغن‌های زیتون بکر تولید شده در آب و هوای مدیترانه‌ای به دلیل بالا بودن میزان اسیدیته و کیفیت پایین به ناچار تصفیه می‌شوند. لازم است ذکر شود که در تولید این روغن هیچ گونه حلالی جهت استخراج آن استفاده نشده است و تنها به علت بالا بودن اسیدیته تحت فرایندهای تصفیه فیزیکی یا شیمیایی قرار گرفته است. این روغن در مواقعی تحت عنوان روغن زیتون خالص به فروش می‌رسد.
- روغن تفاله زیتون (پومیس) Olive pomace oil : تفاله زیتون که پس از روغن‌کشی حاصل می‌شود که پس از خشک کردن توسط حلال صنعتی هگزان یا سایر حلالها، روغن آن استخراج می‌شود. این روغن، روغن تفاله زیتون (پومیس) محسوب می‌شود که تنها برای مصارف صنعتی کاربرد دارد. روغن تفاله زیتون به علت آلوده بودن به بنزوآلفاپیرنن، مونوکلوروپروپان دی ال‌ها و هیدروکربن‌های حلقوی، سرطانزا بوده و روی اعصاب و سایر ارگان‌های بدن تأثیر نامطلوب دارد و در استاندارد ملی ایران استفاده خوراکی آن ممنوع اعلام شده است.[۱۶]

## گریدهای خرده فروشی روغن زیتون در آمریکا
- نوع A: روغن زیتون با میزان اسیدهای چرب کمتر از ۱٫۴ درصد (کیفیت عالی و فاقد موارد نامطلوب).
- نوع B: روغن زیتون با میزان اسیدهای چرب کمتر از ۲٫۵ درصد (کیفیت خوب و فاقد موارد نامطلوب).
- نوع C: روغن زیتون با میزان اسیدهای چرب کمتر از ۳٫۰ درصد (کیفیت نسبتاً خوب و تقریباً فاقد موارد نامطلوب).
- نوع D: روغن زیتون با میزان اسیدهای چرب بیشتر از ۳٫۰ درصد (برای مصارف خوراکی مناسب نمی‌باشد).

## آثار روغن زیتون بر تندرستی
تحقیقات نشان داده که مصرف روزانه دو قاشق غذا خوری (۲۳ گرم) روغن زیتون، خطر ابتلا به بیماریهای قلبی را کاهش می‌دهد که این امر، به دلیل وجود چربی‌های اشباع نشده در این روغن است؛ بنابراین برای جلوگیری از ابتلا به این بیماری، بهتر است که به جای چربی‌های اشباع شده از روغن زیتون استفاده شود تا میزان مصرف کالری روزانه از حد لازم بیشتر نباشد. همچنین روغن گردو و اسید چرب امگا ۳ که در گوشت ماهی و سبزیجات وجود دارد همچون روغن زیتون، اسیدهای چرب اشباع نشده دارند و بنابراین برای پیشگیری از ابتلا به بیماری‌های قلبی مفیدند.
علاوه بر این از روغن زیتون می‌توان برای براق کردن موهای خشک و نرم کردن صورت و دست‌ها استفاده کرد.

## مضرات روغن زیتون و عوارض احتمالی
روغن زیتون سنگین است و به سرعت در پوست شما جذب نمی‌شود در نتیجه یک لایه ضخیم روی پوست ایجاد می‌کند و منافذ را مسدود می‌کند؛ بنابراین اگر به‌طور مکرر آن را روی پوست خود بمالید، به یک سطح چسبنده تبدیل می‌شود و تمام گرد و غبار و سبوم را درون آن به دام می‌اندازد. این فرایند موجب می‌شود آکنه به وجود آید.
نوزادان حساس‌ترین پوست را دارند و استفاده از روغن زیتون بر روی پوست آنها می‌تواند کمی خطرناک باشد. این امر موجب بثورات، قرمزی و سوزش پوست می‌شوند.
روغن زیتون یکی از روغن‌های سالم و مفید برای مصرف است ولی همانند هر ماده غذایی دیگری، مصرف زیاد و نامتعادل آن نیز ممکن است به مشکلاتی منجر شود. در ادامه، تعدادی از مضرات محتمل مصرف زیاد روغن زیتون را ذکر می‌کنم:
1. افزایش وزن: روغن زیتون از طریق ارائه انرژی با مقدار بالای کالری ممکن است باعث افزایش وزن شود. در نتیجه، مصرف زیاد روغن زیتون بدون رعایت مقدار مناسب می‌تواند به افزایش وزن و مشکلات مرتبط با آن منجر شود.
2. اضافه شدن به طعم و کیفیت غذا: مصرف زیاد روغن زیتون در غذاها ممکن است باعث اضافه شدن به طعم و کیفیت غذا شود. این موضوع ممکن است در برخی غذاها مطلوب باشد، اما در برخی دیگر می‌تواند به نتیجه‌ای غیرمطلوب منجر شود.
3. مشکلات گوارشی: مصرف زیاد روغن زیتون ممکن است به علت محتوای بالای چربی، باعث مشکلات گوارشی مانند دل درد، سوزش معده و اسهال شود. افرادی که دارای مشکلات گوارشی هستند، باید مصرف روغن زیتون را با احتیاط و با توجه به نظر پزشک یا متخصص تغذیه خود کنترل کنند.
4. حساسیت: در برخی افراد، مصرف زیاد روغن زیتون ممکن است باعث بروز حساسیت و آلرژی شود. در صورت تجربه هرگونه علائم حساسیتی پس از مصرف روغن زیتون، بهتر است به پزشک مراجعه کنید

توجه داشته باشید که در مجموع، روغن زیتون همچنان یکی از روغن‌های سالم و با فواید بسیار است و این مضرات فقط در صورت مصرف نامتعادل و زیاد آن مطرح می‌شوند. در هر صورت، همیشه مناسب است در مصرف هر گونه غذایی اعتدال را رعایت کرده و با توجه به نیازهای فردی خود عمل کنید.

## مقایسه با دیگر روغن‌ها
| روغن‌های گیاهی                        | روغن‌های گیاهی      | روغن‌های گیاهی              | روغن‌های گیاهی                  | روغن‌های گیاهی                  | روغن‌های گیاهی                  | روغن‌های گیاهی     | روغن‌های گیاهی                       |
| نوع                                  | اسید چرب اشباع شده | اسیدهای چرب اشباع نشده منو | اسیدهای چرب اشباع نشده چندگانه | اسیدهای چرب اشباع نشده چندگانه | اسیدهای چرب اشباع نشده چندگانه | اسید اولئیک (ω-۹) | نقطه دود                            |
| نوع                                  | اسید چرب اشباع شده | اسیدهای چرب اشباع نشده منو | کل چندگانه                     | آلفا لینولنیک اسید (ω-۳)       | اسید لینولئیک (ω-۶)            | اسید اولئیک (ω-۹) | نقطه دود                            |
| غیر هیدروژنه کردن                    | غیر هیدروژنه کردن  | غیر هیدروژنه کردن          | غیر هیدروژنه کردن              | غیر هیدروژنه کردن              | غیر هیدروژنه کردن              | غیر هیدروژنه کردن | غیر هیدروژنه کردن                   |
| ------------------------------------ | ------------------ | -------------------------- | ------------------------------ | ------------------------------ | ------------------------------ | ----------------- | ----------------------------------- |
| کانولا (کلزا)                        | ۷٫۳۶۵              | ۶۳٫۲۷۶                     | ۲۸٫۱۴۲                         | ۹-۱۱                           | ۱۹-۲۱                          | —                 | ۴۰۰ درجه فارنهایت (۲۰۴ درجه سلسیوس) |
| روغن نارگیل                          | ۹۱٫۰۰              | ۶٫۰۰۰                      | ۳٫۰۰۰                          | —                              | ۲                              | ۶                 | ۳۵۰ درجه فارنهایت (۱۷۷ درجه سلسیوس) |
| روغن ذرت                             | ۱۲٫۹۴۸             | ۲۷٫۵۷۶                     | ۵۴٫۶۷۷                         | ۱                              | ۵۸                             | ۲۸                | ۴۵۰ درجه فارنهایت (۲۳۲ درجه سلسیوس) |
| روغن پنبه‌دانه                        | ۲۵٫۹۰۰             | ۱۷٫۸۰۰                     | ۵۱٫۹۰۰                         | ۱                              | ۵۴                             | ۱۹                | ۴۲۰ درجه فارنهایت (۲۱۶ درجه سلسیوس) |
| روغن بزرک                            | ۶–۹                | ۱۰–۲۲                      | ۶۸–۸۹                          | ۵۶–۷۱                          | ۱۲–۱۸                          | ۱۰–۲۲             | ۲۲۵ درجه فارنهایت (۱۰۷ درجه سلسیوس) |
| روغن زیتون                           | ۱۴٫۰۰              | ۷۲٫۰۰                      | ۱۴٫۰۰                          | <1.۵                           | ۹–۲۰                           | —                 | ۳۸۰ درجه فارنهایت (۱۹۳ درجه سلسیوس) |
| روغن نخل                             | ۴۹٫۳۰۰             | ۳۷٫۰۰۰                     | ۹٫۳۰۰                          | —                              | ۱۰                             | ۴۰                | ۴۵۵ درجه فارنهایت (۲۳۵ درجه سلسیوس) |
| روغن بادام زمینی                     | ۱۶٫۹۰۰             | ۴۶٫۲۰۰                     | ۳۲٫۰۰۰                         | —                              | ۳۲                             | ۴۸                | ۴۳۷ درجه فارنهایت (۲۲۵ درجه سلسیوس) |
| روغن گلرنگ (>۷۰% اسید لینولئیک)      | ۸٫۰۰               | ۱۵٫۰۰                      | ۷۵٫۰۰                          | —                              | —                              | —                 | ۴۱۰ درجه فارنهایت (۲۱۰ درجه سلسیوس) |
| گلرنگ (اولیک بالا)                   | ۷٫۵۴۱              | ۷۵٫۲۲۱                     | ۱۲٫۸۲۰                         | —                              | —                              | —                 | ۴۱۰ درجه فارنهایت (۲۱۰ درجه سلسیوس) |
| روغن سویا                            | ۱۵٫۶۵۰             | ۲۲٫۷۸۳                     | ۵۷٫۷۴۰                         | ۷                              | ۵۰                             | ۲۴                | ۴۶۰ درجه فارنهایت (۲۳۸ درجه سلسیوس) |
| روغن آفتابگردان (>۶۰% اسید لینولئیک) | ۱۰٫۱۰۰             | ۴۵٫۴۰۰                     | ۴۰٫۱۰۰                         | ۰٫۲۰۰                          | ۳۹٫۸۰۰                         | ۴۵٫۳۰۰            | ۴۴۰ درجه فارنهایت (۲۲۷ درجه سلسیوس) |
| روغن آفتابگردان (اولیک بالا)         | ۹٫۸۵۹              | ۸۳٫۶۸۹                     | ۳٫۷۹۸                          | —                              | —                              | —                 | ۴۴۰ درجه فارنهایت (۲۲۷ درجه سلسیوس) |
| هیدروژنه کردن کامل                   |                    |                            |                                |                                |                                |                   |                                     |
| روغن پنبه‌دانه                        | ۹۳٫۶۰۰             | ۱٫۵۲۹                      | .۵۸۷                           |                                | .۲۸۷                           |                   |                                     |
| روغن نخل                             | ۴۷٫۵۰۰             | ۴۰٫۶۰۰                     | ۷٫۵۰۰                          |                                |                                |                   |                                     |
| روغن سویا (هیدروژنه)                 | ۲۱٫۱۰۰             | ۷۳٫۷۰۰                     | .۴۰۰                           | .۰۹۶                           |                                |                   |                                     |
| عددها بر پایه (%) وزن کلی چربی است.  |                    |                            |                                |                                |                                |                   |                                     |

## تشخیص روغن زیتون اصل از تقلبی
روغن زیتون به خاطر فواید بسیاری که دارد، میزان مصرف آن هم بالاست و به دنبال آن احتمال تقلب سودجویان در این محصول نیز بالا می‌رود.
یک باور اشتباه دائمی وجود دارد که وقتی روغن زیتون اصلی (یا در برخی نسخه‌ها به‌طور خاص روغن زیتون فوق بکر) در یخچال نگهداری می‌شود، جامد یا بسیار چسبناک تر می‌شود. این باور اشتباه مبتنی بر این واقعیت است که روغن زیتون عمدتاً از اسید اولئیک چربی تک غیراشباع تشکیل شده است و اسید اولئیک خالص (تریولئین) دارای نقطه ذوب ۵ درجه سانتیگراد است که کمی بالاتر از دمای مناسب یخچال است؛ بنابراین، اگر روغن زیتون تریولئین خالص بود، در یخچالی که به درستی تنظیم شده بود جامد می‌شد. با این حال، روغن زیتون یک مخلوط پیچیده با تنوع قابل توجهی در ساختار اسیدهای چرب آن است و می‌تواند از ۵۵٪ تا ۸۳٪ اسید اولئیک باشد.
البته برای تشخیص روغن زیتون اصل راه‌هایی وجود دارد که شما بتوانید در محل خرید روغن را تست کنید و از اصل بودن آن اطمینان حاصل کنید. چند مورد از این راه‌ها عبارتند از:
1. از طریق بو: روغن زیتون اصل باید بوی میوه تازه بدهد
2. از طریق طعم: روغن زیتون اصل باید در دهان ایجاد چربی نکند؛ و تلخی آن بعد از مدت کوتاهی از بین برود.[۳۰][۳۱]
3. از طریق رنگ: روغن زیتون اصل رنگ زرد یا سبز مایل به زرد دارد.[۳۲]
4. از طریق خواندن اطلاعات مندرج روی بسته‌بندی: روغن تفاله زیتون یا پومیس که دارای مضرات زیاد و فاکتورهای سرطان‌زا است و در ایران ممنوعیت مصرف خوراکی دارد که یکی از راه‌های تشخیص آن، خواندن اطلاعات روی بسته‌بندی روغن زیتون است که Pomace oil بر روی آن قید می‌شود.[۳۳]